# Мисуэ, Иосиф Ацуми
Иосиф Ацуми Мисуэ (род. 24 апреля 1936 года, Япония — 28 июня 2016, там же) — католический прелат, епископ Хиросимы с 29 марта 1985 года по 13 июня 2011 год.

## Биография
19 марта 1962 года был рукоположён в священника.
29 марта 1985 года Римский папа Иоанн Павел II назначил Иосифа Ацуми Мисуэ епископом Хиросимы. 16 июня 1985 года состоялось его рукоположение в епископа, которое совершил архиепископ Осаки Павел Хисао Ясуда в сослужении с апостольским пронунцием в Японии архиепископом Уильямом Аквином Кароу и кардиналом Петром Сэйити Сираянаги.
13 июня 2011 года папа Бенедикт XVI принял его отставку в связи с достижением предельного возраста нахождения на посту епископа.